# Pozo Calero
El pozo Calero es un pozo minero destinado a la extracción de carbón de hulla que se encuentra situado en Barruelo de Santullán, en la provincia de Palencia, en España. Su funcionamiento se prolongó entre 1911 y 1972, aunque fue reabierto en 1994 y cerrado definitivamente en 2002. Es el pozo más importante de la cuenca minera palentina y fue considerado durante años uno de los más peligrosos de España debido a la presencia de grisú en su interior, lo que provocó múltiples accidentes y el fallecimiento de casi cien mineros a lo largo de su historia.

## Historia
Las explotaciones de carbón de hulla en Barruelo de Santullán fueron llevadas a cabo desde finales del siglo XIX en montes de la zona SE de la población, en un pago conocido como grupo superior. La falta de reservas en el mismo hizo que los propietarios de las explotaciones, la Compañía de los Caminos de Hierro del Norte de España, fijaran sus objetivos en las capas del llamado grupo inferior, ubicado al NO de Barruelo. Así, tras unos estudios de la zona llevados a cabo entre 1908 y 1909, se comenzó en 1910 la perforación de un pozo, en una explanada denominada el calero por encontrarse situado junto a unas calizas explotadas desde 1880. Las expectativas de la empresa eran las de perforar un pozo de 270 m de profundidad para extraer 600 toneladas diarias.
En 1914 concluyeron los trabajos de perforación, al alcanzarse una profundidad de 342 m, pero su puesta en funcionamiento fue retrasada por la Primera Guerra Mundial, que dificultó la llegada de la maquinaria necesaria para la extracción del mineral.
A partir de 1920, con la instalación de toda la maquinaria, el Calero comenzó su producción a gran escala, alcanzando en 1924 las 182.000 toneladas de producción. Tras la Guerra Civil Española, las minas fueron nacionalizadas, siendo asignados los pozos barruelanos a RENFE, que era el principal consumidor de la hulla extraída. En 1951 el Calero fue reprofundizado alcanzando los 480 m.
La paulatina electrificación de los ferrocarriles por parte de RENFE supuso un golpe mortal para la minería de la comarca, cuya producción iba destinada en un 90 % a alimentar las antiguas máquinas de vapor. En 1964, la compañía Hullera Vasco Leonesa se hizo cargo de las instalaciones, pero a partir de 1968 inició el cierre paulatino de las mismas, clausurando el pozo Calero en 1972.
En 1980, Hullas de Barruelo (germen de UMINSA) compró todas las instalaciones de la cuenca barruelana y las reabrió de nuevo, poniendo en funcionamiento el Calero en 1993. Una nueva crisis del sector propició el definitivo cierre por parte del propietario Victorino Alonso, quien en 2002 cerró definitivamente el pozo más emblemático de la cuenca palentina.

## Siniestralidad

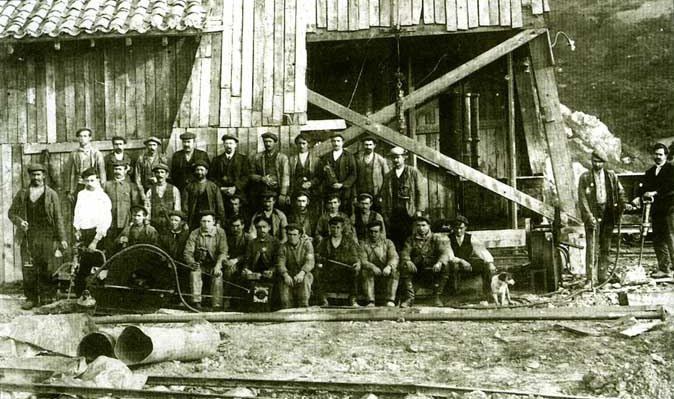
Un grupo de obreros durante los trabajos de perforación del Calero, que se llevaron a cabo entre 1910 y 1911.

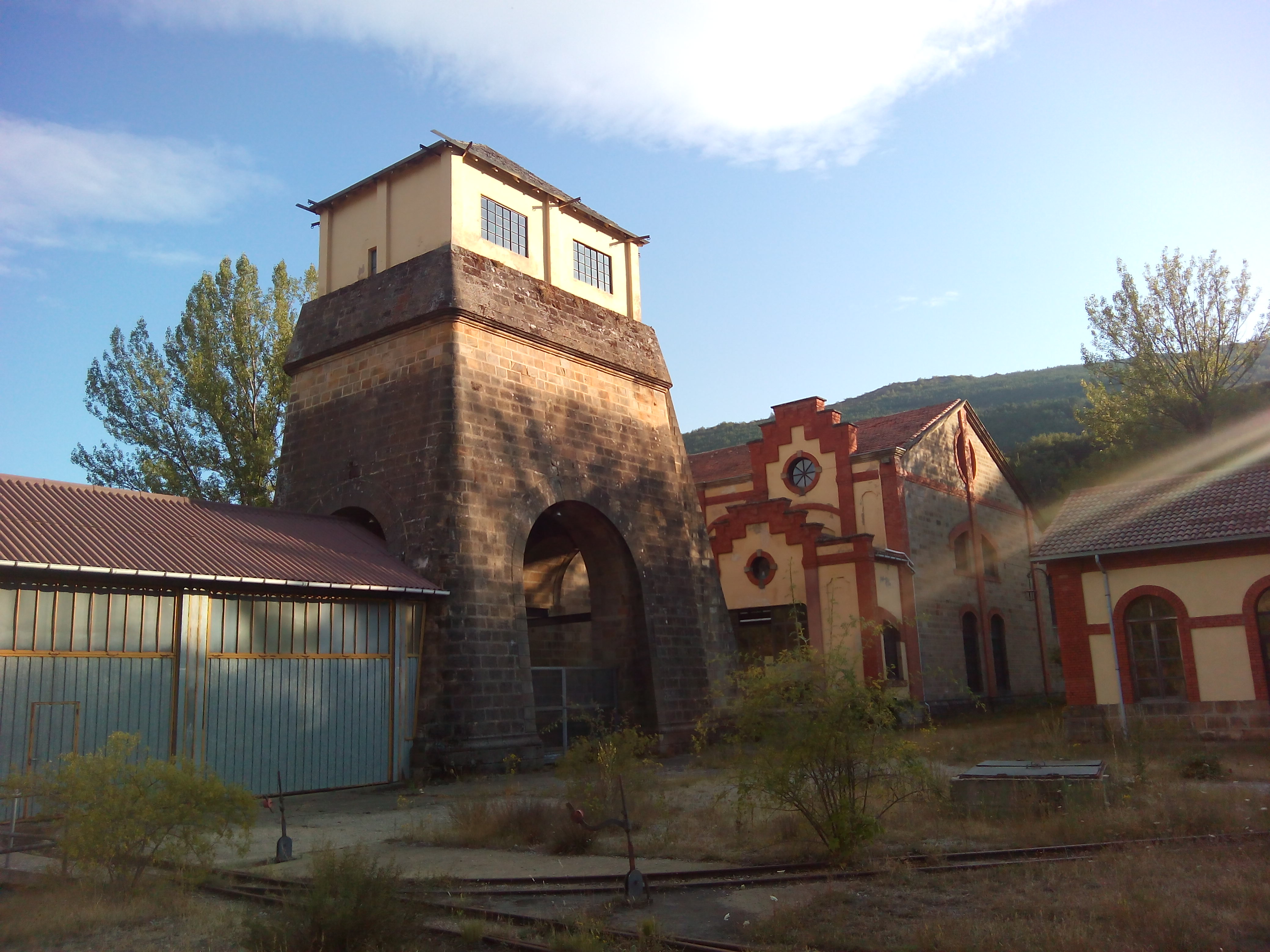
Vista posterior del castillete, con parte de los edificios auxiliares.

La presencia de gas grisú en las capas de carbón que se explotaron convirtió al Calero en uno de los pozos mineros con más siniestralidad de España. Casi 100 mineros perdieron la vida en sus galerías en los reiterados accidentes que se produjeron en su interior. El accidente más grave de su historia se produjo el 21 de abril de 1941, cuando fallecieron 18 mineros y otros 19 resultaron heridos a causa de una explosión de grisú. El Calero tiene, según las actas de la Jefatura de Minas, el triste récord de haber registrado durante años una media de 12 muertos al año.

## Cultura popular
El castillete de piedra de sillería de 15 m de altura del pozo Calero, único en la zona, es una de las figuras más representativas de la cuenca minera palentina. También han contribuido sus dimensiones, 480 m de profundidad, 22 km de galerías y los miles de mineros que trabajaron en su interior. Uno de ellos fue el pintor Ambrosio Ortega, Brosio, que entró con 16 años a trabajar en su interior, y que plasmó en sus célebres acuarelas algunos de los momentos más duros del trabajo allí.
El Centro de Interpretación de la Minería de Barruelo alberga una detallada maqueta del Calero y sus instalaciones exteriores.